# Mark Plotyczer
Mark Plotyczer (* 19. Februar 1987 in Rio de Janeiro) ist ein britischer Volleyballspieler brasilianischer Herkunft.

## Karriere
Plotyczer begann seine Karriere 1999 in seiner Heimatstadt bei den Junioren des Fluminense FC. 2004 ging er zu Santander Banespa São Paulo. Nach einem Gastspiel beim niederländischen Verein Martinus Amstelveen ging der Außenangreifer 2008 nach Griechenland wo, er jeweils eine Saison bei AONS Milon und AO Kifisia Athen spielte. Mit der britischen Nationalmannschaft nahm er 2008 und 2010 an der Europaliga teil. 2010 wechselte Plotyczer zum rumänischen Verein CVM Tomis Constanța. Von Januar 2012 bis Saisonende war er in Frankreich bei Saint-Brieuc Côtes-d'Armor VB aktiv. Anschließend nahm er mit der Nationalmannschaft am olympischen Turnier in London teil. Dabei schieden die als Gastgeber automatisch qualifizierten Briten in der Vorrunde aus. Nach dem Turnier wechselte der Außenangreifer zu Prefaxis Menen und wurde Dritter in der belgischen Liga. 2013 verpflichtete der deutsche Bundesligist Moerser SC den Nationalspieler. Nach dem Rückzug der Moerser wechselte Plotyczer zum Ligakonkurrenten TV Bühl. 2015 kehrte er zurück nach Brasilien und spielt jetzt in Juiz de Fora.